# Виконроб
Виконро́б (скорочення від «виконавець  робіт») — посада керівника середньої ланки на будівництві.
Виконроб здійснює керівництво будівництвом на своїй ділянці. Виконроб забезпечує виконання завдань із введення об'єктів в експлуатацію у встановлені терміни, організує виробництво, забезпечує дотримання технології виробництва, веде облік виконаних робіт, оформляє технічну документацію, бере участь у здачі об'єктів в експлуатацію, встановлює майстрам виробничі завдання за обсягами будівельно-монтажних і пусконалагоджувальних робіт, контролює їх виконання.
Слово виконроб використовується у значенні — людина, що займається спостережною, перетворювальною діяльністю.
Відомий вираз: «Виконроби перебудови» — люди, які займалися перетвореннями під час горбачовської перебудови.
Відомий збірник віршів і прозових творів Андрія Вознесенського «Виконроби духу» (1984).
У дачному і котеджному будівництві під словом «виконроб» найчастіше йдеться про суб'єкт, як правило, без будівельної освіти й знань, який виступає як комерційний посередник між замовником і гастарбайтерами, найнятими на найближчому будівельному ринку.